# 론 브라운
로널드 하먼 (론) 브라운(Ronald Harmon (Ron) Brown, 1941년 8월 1일 ~ 1996년 4월 3일)은 미국의 민주당 정치인이었다.  그는 빌 클린턴 대통령의 첫 기간 동안 30대 상무 장관을 지냈다.  이것에 대비하여 그는 민주당 전국위원회 주석이었다.  그는 이 직위들을 지키는 데 첫 아프리카계 미국인이었다.  그는 1996년 크로아티아에서 일어난 항공 사고에서 34명과 더불어 추락사하였다.

## 어린 시절과 정치 경력
워싱턴 D.C.의 중산층 계급 집안에서 태어나 뉴욕 할렘에서 자라왔다.  그는 아프리카계 미국인의 사회와 박애주의적 조직 잭 앤드 질 오브 아메리카의 회원이었다.  브라운은 헌터 칼리지 초등학교와 로즈 예비 학교를 다녔다.  그의 부친은 브라운과 그의 가족이 또한 살았던 할렘에서 테레자 호텔을 경영하였다.  그의 가장 친한 친구 존 R. 네일러는 그가 로즈에서 학생이었던 동안 펜트하우스로 이주해 들어갔다.  네일러는 로즈 예비 학교를 다녔던 다른 몇몇의 흑인 학생들 중의 하나였다.  어린이로서 브라운은 특히 아프리카계 미국인 공동체를 향하여 처음으로 목표가 되는 것들 중의 하나인 펩시 콜라의 광고에 나왔다.
미들버리 칼리지 재학 중에 브라운은 대학생 친목회 시그마 피 엡실론 (Sigma Phi Epsilon)의 첫 아프리카계 미국인 회원이 되었다.  미들버리 졸업 후, 브라운은 1962년 미국 육군의 소위로서 예비역 장교 훈련단을 통하여 임명되었으며 동년에 앨마 애링턴에게 결혼하였다.  독일과 캘리포니아주에서 복무 순회 후에 대한민국으로 임시로 배치된 그는 1967년 대위로서 군사 복무를 떠났다.  그러고나서 브라운은 미국에서 지도적인 경제적 동등 단체인 국가 도시 연맹에 가입하였다.  그동안 브라운은 세인트 존스 대학교에 있는 로스쿨에 입학하여 1970년 학위를 취득하였다.

## 민주당에서 상승

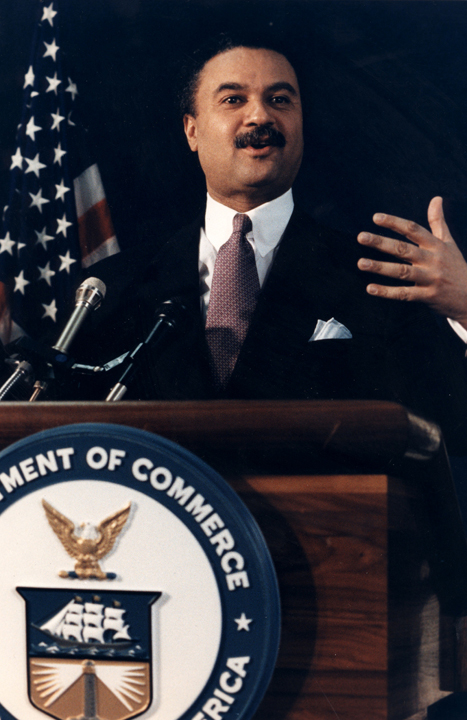
미국 상무부에서 연설하는 브라운

1976년까지 브라운은 국가 도시 연맹의 프로그램과 정사를 위한 부국장으로 승진되었다.  하지만 그는 민주당 대통령 후보 지명을 추구한 상원 에드워드 M. 케네디를 위한 캠페인 차장으로 일하는 데 1979년 사임하였다.
브라운은 변호사와 섭외인으로서 워싱턴 D.C.의 로펌 패턴 보그스에 의하여 기용되었다.
1988년 5월 브라운은 제시 잭슨에 의하여 애틀랜타에서 열린 민주당 전당 대회에서 잭슨의 대회 팀의 우두머리를 맡는 데 임명되었다.  브라운은 몇몇의 다른 경험을 가진 당의 소식통들과 더불어 잭슨의 대회 운영으로 임명되었다.  6월까지 브라운이 또한 잭슨의 선거 운동을 실행하고 있었다는 것이 명백하였다.

## 민주당 전국위원회 주석
1989년 2월 10일 브라운은 민주당 전국위원회의 주석으로 선출되었고, 성공적인 1992년 민주당 전당 대회와 빌 클린턴의 성공적인 1992년 미국 대통령 선거를 실행한 것에서 완전한 역할을 하였다.

## 상무장관
그러고나서 클린턴 대통령은 1993년 브라운을 30대 상무 장관으로 앉혔다.  클린턴의 가장 높은 우선순위는 외교가 아닌 경제를 뒷받침하는 것이었고 브라운은 결과들을 낳았다.  그는 남아프리카공화국, 멕시코, 사우디아라비아, 요르단, 이스라엘, 서안 지구, 가자, 이집트, 러시아, 브라질, 아르헨티나, 칠레, 중화인민공화국, 홍콩, 아일랜드, 인도와 세네갈로 기업인, 비지니스맨과 재정가들의 사절단들을 지도하였다.  그는 전체의 승객들이 추락사했을 때 크로아티아로 가는 도중에 교역 임무를 지도하고 있었다.
자신의 재직 기간 동안 브라운은 상무부 교역 사절 논란에 연루되었다.

## 브라운에 대한 비판
내니게이트 스캔들이 일어난 동안 브라운은 불법 이민자였던 자신의 하녀를 위하여 자신이 세금을 내는 데 실패했다는 것을 인정하였다.  미국인의 40 퍼센트는 브라운의 사임을 요구하였으나 그는 사임하지 않았다.
1996년 자신의 교역 임무가 있기 전에 브라운은 클린턴의 재선 운동을 위하여 기금을 모으는 데 교역 임무를 위하여 이용된 항공기에 좌석 판매에 연루되었다.
1993년 브라운은 자신이 베트남에 대한 금수 조치를 해제할 것에 베트남 비지니스맨 응우옌반하오로부터 70만 달러를 수락했다고 주장되었다.

## 사망

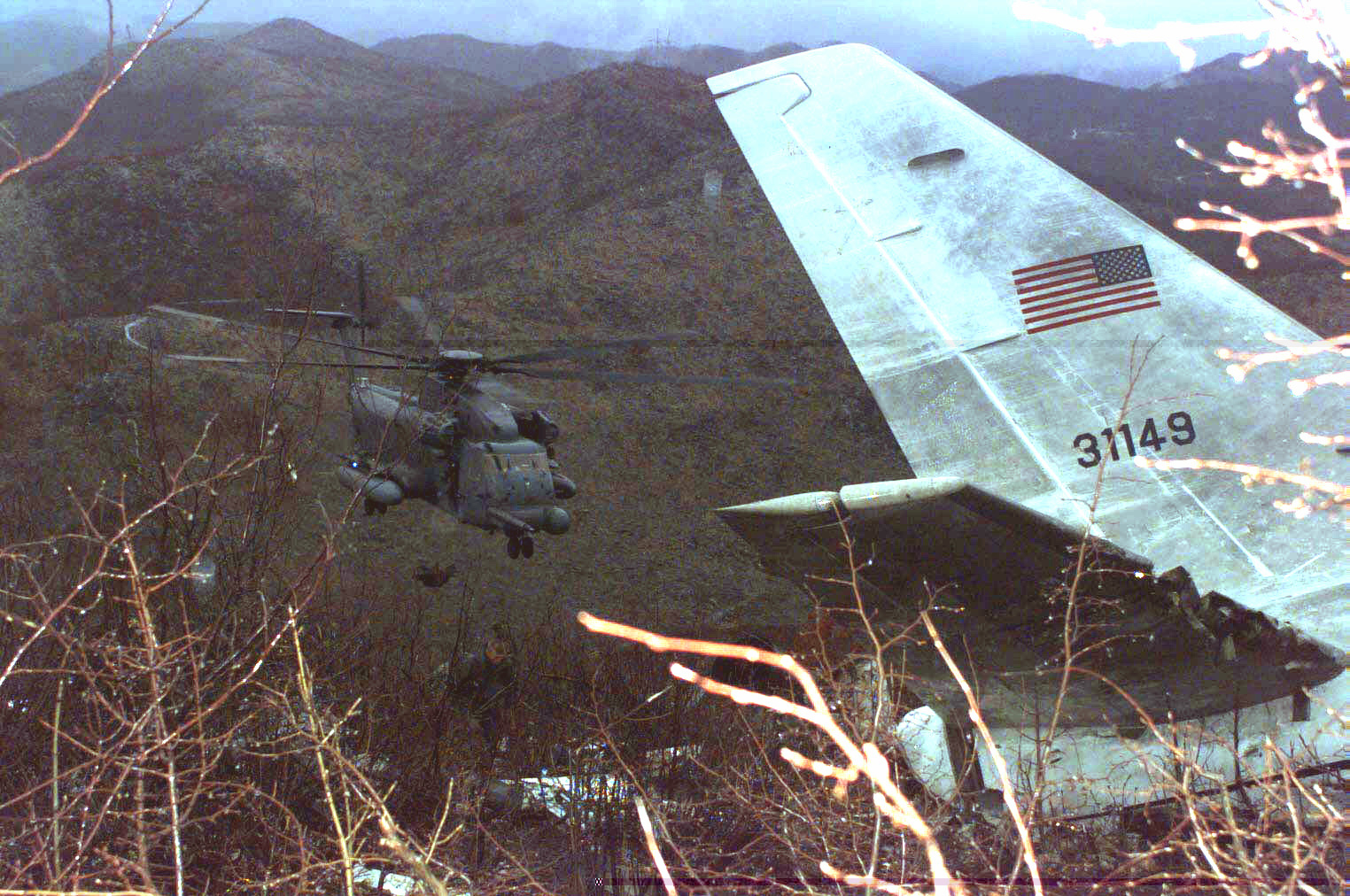
브라운의 항공기 난파 위에 날고 있는 미국 공군의 헬리콥터. 두브로브니크 공항의 북부로 대략 3km 떨어져 있다.

1996년 4월 3일 브라운이 공식 교역 임무에 있었을 때 브라운과 뉴욕 타임스의 프랑크푸르트 국장 너새니얼 C. 내시를 포함한 다른 34명의 사람들을 실은 미국 공군의 보잉 T-43기가 크로아티아의 두브로브니크 공항으로 접근에 산허리로 들어가 충돌하였다.  공군은 조종의 실책과 부족하게 디자인된 상륙 접근으로 충돌을 속성하였다.  충돌에 관한 추측은 많은 정부 은폐와 부패에 대한 독립적인 변호인에 의하여 조사 아래 놓인 브라운에 크게 기반으로 음모론을 포함하였다.  특정 관심사는 브라운이 클린턴 행정부를 대표하여 베트남으로 갔던 여행이었다.  브라운은 미국과 전 공산주의 적국 사이에 관계를 정상화하기 위하여 제안을 하였다.
당시 전미 흑인 지위 향상 협회의 우두머리 크웨이시 음푸네와 의회적 흑인 간부회의의 여성 의장 맥신 월터스 하원을 포함한 어떤 사람들은 브라운의 사망에 관한 의심스러운 상황에 연방 공무원들에게 더 많은 자료를 의문하는 데 이렇게 썼다.  "살인 혐의에 대한 대응으로 브라운의 시체가 추락사 장면에서 회복되었을 때 의사들이 시초적으로 원형 상처에 의하여 의아했던 것을 병리학 연구소가 인정하였다.  법의 병리학자는 그러고나서 다른이들을 상담하고 광범위한 X-레이를 찍어 우리는 머리에 생긴 무뚝뚝한 힘의 부상을 넘어 모든 것을 절대적으로 배제하였습니다."
그는 알링턴 국립묘지에 안장되었다.

## 영예와 유산
1996년 4월 5일 클린턴 대통령과 영부인 힐러리 클린턴 여사는 추락사한 브라운과 다른이들을 기리며 사우스론에 언덕에 하얀 층층 나무를 심었다.  2001년 1월 8일 조지 W. 부시가 취임하기 12일 전에 브라운은 사후 클린턴 대통령에 의하여 대통령 시민 훈장이 수여되었다.  훈장은 부인 앨마 여사에 의하여 수락되었다.  클린턴 대통령은 또한 기업의 리더십과 책임을 위하여 론 브라운 상을 설립하였다.  컨퍼런스 보드는 민간 자금 지원을 관리한다. 미국 상무부도 또한 그의 영예에 해마다의 로널드 H.브라운 미국의 혁신가 상을 발표한다.
많은 장학금과 프로그램들이 브라운을 영예하는 데 설립되어 왔다.  세인트 존스 대학교 로스쿨은 기념에 로널드 H. 브라운 민권·경제 개발 센터를 설립하였다.  로널드 H. 브라운 연구비는 과학·기술에서 수련 연구를 추구하는 데 미들버리 칼리지에서 많은 학생들에게 수여되었고 1996년 브라운의 영예에 론 브라운 학문 프로그램이 뛰어난 약속의 젊은 아프리카계 미국인들을 위하여 장학금, 서비스 기회와 리더십 경험들을 제공하는 데 설립되었다.
두브로브니크에 추모실은 로널드 브라운 기념관에 설치되었다.  그것은 손님 노트는 물론 추락사한 피해자들의 초상화들을 나타낸다.
미국 해양대기청 함대에서 가장 큰 함선인 NOAA 로널드 H. 브라운호는 그가 사망한지 얼마 후에 그의 공공 서비스의 영예에 이름이 지어졌다.  펜실베이니아 애비뉴와 컨스티튜션 애비뉴 사이에 14번가의 단면은 론 브라운 웨이로 다시 이름이 지어졌다.
2011년 3월 뉴욕에 있는 유엔 건물로 새로운 미국의 미션 센터는 버락 오바마 대통령, 클린턴 전 대통령과 유엔 주재 미국 대사 수전 라이스가 연설한 식전에서 브라운의 영예에 이름이 지어지고 봉납되었다.
1997년 워싱턴 D.C.에 있는 대니얼 C. 로퍼 학교는 브라운의 영예에 로널드 H. 브라운 중학교로 다시 이름이 지어졌다.  학교는 2013년 폐교되었고 그 건물은 2016년 로널드 브라운 칼리지 예비 고등 학교로 다시 개장되었다.
그의 아들 마이클 브라운은 2008년 컬럼비아 특별구의 평의회에 선출되었다.  그는 2012년 자신의 재선 운동을 패하였고, 후에 비밀요원들로부터 뇌물을 받아들인 혐의로 유죄 판결을 받았다.  그는 징역 39개월을 선고받았다.